# سلوبودان إيفكوفيتش
سلوبودان- بيفا- إيفكوفيتش (4 أغسطس 1937– 28 نوفمبر 1995) كان لاعب كرة سلة ومدربًا محترفًا صربيًا.

## المسيرة كلاعب
لعب سلوبودان إيفكوفيتش كرة السلة في أحد نوادي بلغراد على مستوى الكبار. كان لاعبًا موهوبًا يتمتع بقدرات بدنية فائقة، إلا أنه كان يُعاني من ضعف في البصر، وهي مشكلة خطيرة، إذ كانت تُلعب العديد من المباريات في الهواء الطلق ليلًا في تلك الفترة.

## المسيرة كمدير
كان سلوبودان إيفكوفيتش من أوائل المدربين الصرب، الذين درسوا في الولايات المتحدة الأمريكية. وكان مؤسس منظمة المدربين الحديثة في يوغوسلافيا السابقة. درب في العديد من الأندية منها: نادي إم زد تي سكوبيه المقدوني وكاظمة الكويتي ونادي شباب الأهلي الإماراتي.

## الحياة الشخصية
كان شقيقه الأصغر دوشان إيفكوفيتش لاعب كرة سلة سابق ومدرب قاعة مشاهير الاتحاد الدولي لكرة السلة. كما يرتبط سلوبودان إيفكوفيتش بعلاقة قرابة مع العالم الصربي الشهير نيكولا تسلا. كانت جدته لأمه، أولغا مانديتش، وتسلا أبناء عمومة.
أُقيمت بطولة تذكارية باسمه في بلغراد.

## روابط خارجية
- سلوبودان إيفكوفيتش
- سلوبودان إيفكوفيتش
- سلوبودان إيفكوفيتش